# 370 a.C.
Il 370 a.C. (CCCLXX a.C. in numeri romani) è un anno  del IV secolo a.C.

## Eventi
- Cleomene II succede al fratello Agesipoli II alla carica di re di Sparta
- Eudosso di Cnido definisce il metodo di esaustione per la determinazione delle aree.
- Alessandro II succede ad Aminta III sul trono di Macedonia.
- Roma
  - Tribuni consolari Aulo Manlio Capitolino, Servio Sulpicio Pretestato, Gaio Valerio Potito, Lucio Furio Medullino Fuso, Servio Cornelio Maluginense e Publio Valerio Potito Publicola

## Nati
- Aristeo il Vecchio, matematico greco antico († 300 a.C.)
- Callistene, storico greco antico († 327 a.C.)
- Spitamene, militare persiano († 328 a.C.)

## Morti
- Agesipoli II, sovrano spartano
- Aminta III di Macedonia, re
- Giasone di Fere, greco antico
- Pasione, banchiere greco antico
- Policrate, retore ateniese (n. 440 a.C.)